# Ramon Besa i Camprubí
Ramon Besa i Camprubí (Perafita, 9 de setembre de 1958) és un periodista català. És redactor en cap del diari El País i col·laborador de Catalunya Ràdio i Ràdio Barcelona. Amb anterioritat, va ser redactor del diari El 9 Nou i cap d'esports del diari Avui. És professor de periodisme de la Facultat de Ciències de la Comunicació Blanquerna i dels Màsters de Periodisme de Les Heures. El 20 de juny de 2019 va ser investit Doctor honoris causa per la Universitat de Vic.

## Llibres publicats
- Maradona, una història efímera,[2] en la versió catalana de la col·lecció "Biblioteca bàsica del F.C. Barcelona",[3] i Maradona, historia de un desencuentro,[4] en la castellana, "Biblioteca básica del F.C. Barcelona"[5] (1998, Barcanova Esports).
- Del genio al mal genio (1999, Dèria Editors):[6] recull d'articles periodístics.

## Premis i guardons
- 2000: Premi Ciutat de Barcelona de periodisme.[7]
- 2008: Premi Quim Regàs de Periodisme.[8]
- 2009: Premi Internacional de Periodisme Manuel Vázquez Montalbán.[9]